# جعيبورة (ساة)
'

تعديل مصدري - تعديل

جعيبورة هي إحدى قرى عزلة ساه بمديرية ساة التابعة لمحافظة حضرموت، بلغ تعداد سكانها 80 نسمة حسب تعداد اليمن لعام 2004.